# Ашельські пам'ятки Криму
Ашельські пам'ятки Криму — група пам'яток ашельської доби раннього палеоліту. Найдавнішими є відкриті в різних частинах півострова стоянки із знаряддями на основі гальок (Ечкі-Даг та ін.), але вивчені вони поки що недостатньо. Більш повними є відомості про пізньоашельські стоянки просто неба, для яких характерні великі знаряддя зі сколів, рубила й архаїчні двобічно оброблені ножі (Заскельне IX, Шари I–III та ін.), та про печерні й відкриті стоянки на зразок нижнього шару Кіїк-Коби (див. Кіїк-Кобинська культура) — Кабазі II, шар IV, Червоний Мак та ін. — із зубчастими й виїмчастими знаряддями незначних розмірів. Залишки фауни виявлені лише на поодиноких стоянках. Вони представлені кістками бізонів, коней, віслюків, оленів та ін. Походження Ашельських пам'яток Криму остаточно не з'ясоване; деякі з їх аналогів є у складі мустьєрської культури півострова.